# Li Punti
Li Punti est une frazione située en périphérie de la commune de Sassari

## Géographie
Li Punti est située au nord-est de la ville et sa zone résidentielle fais désormais partie de l'agglomérat urbain de Sassari et reliée à la zone industrielle de Predda Niedda.

## Histoire
Le toponyme Li Punti ou Li Ponti signifie le pont en langue sassarese. Selon la tradition populaire ce nom serait issu de la présence de restes d'un aqueduc romain qui fournissait en eau l'antique cité de Turris Libyssonis (l'actuelle Porto Torres), dont les arcs rappellent la forme d'un pont.
La frazione a commencé sa propre expansion à partir des années 1940 devenant à ce jour avec plus de 20,000 habitants une zone résidentielle et un des quartiers les plus peuplés de la ville.
À partir des années 1990, Li Punti a bénéficié d'un fort développement économique avec l'installation d'entreprises et de services ainsi qu'un Centro di restauro e conservazione dei beni culturali stimulant une forte expansion édile.
Li Punti est désormais un quartier de Sassari. Il est relié au centre de la ville par la ligne des transports publics (ATP) LP

## Paroisse

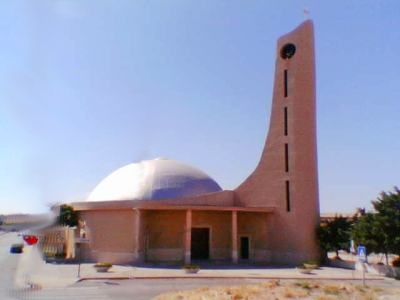
Église de la paroisse

À Li Punti, le 24 avril 1976, a été créée une communauté paroissiale dédiée à saint Pie X. L'édifice construit à cheval entre les années 1970 et 1980 présente une grande coupole et un campanile d'environ 30 m de hauteur.

## Sources
- (it) Cet article est partiellement ou en totalité issu de l’article de Wikipédia en italien intitulé « Li Punti » (voir la liste des auteurs).